# Centro POISK
El Centro POISK (Центр «ПОИСК») es una organización educativa que fue fundada en 2004 en la Universidad de San Petersburgo, en Rusia. La meta principal es la de animar a los alumnos y estudiantes para que realicen investigaciones científicas de manera independiente.
El Centro POISK apoya los programas educativos que fomentan el interés de los jóvenes por la física y las ciencias naturales; y que los involucran en « actividades concretamente realizadas por científicos » y lo antes posible. Dichas actividades incluyen la cooperación entre las principales universidades, escuelas secundarias en Rusia y en el extranjero, congresos científicos internacionales que tienen lugar de manera frecuente, programas lingüísticos, así como la promoción de concursos de investigación como el Torneo de los Jóvenes Físicos.
POISK significa « investigación » en ruso y es también el acrónimo ruso para Centro de Sostenimiento de las Olimpíadas y de los Concursos Intelectuales.